# 暗色鰟鮍
暗色鰟鲏（学名：Rhodeus atremius）为輻鰭魚綱鯉形目鱊科的其中一種，該物種於1914年由大衛·斯塔爾·喬丹和威廉·法蘭西斯·湯普森描述，分布於亞洲日本九州島，體長可達6公分，繁殖期時，雌魚將卵產在雙殼貝體內，在那裡孵化，幼魚則留在其中直到能夠游泳。